# Lili Sebesi
Lili Sebesi, née le 24 juillet 1992 à Marseille, est une marin française qui participe notamment à l'épreuve de voile des Jeux olympiques en 2021.
Elle a été étudiante à l'École polytechnique universitaire de Marseille.

## Palmarès
Avec sa coéquipière Albane Dubois en 49er FX, Lili Sebesi obtient une médaille de bronze lors de l'étape de coupe du monde de voile 2017 à Santander. Le duo se classe 9e aux Jeux olympiques de Tokyo 2020.